# Ectropis ocellata
Ectropis ocellata är en fjärilsart som beskrevs av W. Warren 1902. Ectropis ocellata ingår i släktet Ectropis och familjen mätare. Inga underarter finns listade i Catalogue of Life.